# Abdżad

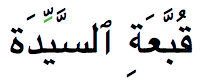
Pismo arabskie – samogłoski zapisane są znakami diakrytycznymi

Abdżad, inaczej pismo spółgłoskowe – ogólna nazwa pism alfabetycznych stosowanych do zapisu niektórych języków, posiadających lub stosujących tylko znaki na oznaczenie spółgłosek. Słowo „abdżad” opiera się na pierwszych literach alfabetu (w uproszczonej transkrypcji: a, b, g, d) występujących we wszystkich językach semickich, takich jak fenicki, syryjski, arabski i hebrajski. W dawnym języku arabskim pierwsze litery alfabetu: „a” (ʾalif), „b” (bā’), „dż” (ǧīm), „d” (dāl), fonetycznie tworzą słowo abdżad (أﺑﺠﺪ), co oznacza „alfabet”.
Niektóre języki używają abdżadów niepełnych, tzn. samogłoski oznacza się w nich za pomocą specjalnych znaków diakrytycznych lub oznacza się tylko samogłoski długie. Przykładami są tu pismo arabskie i pismo hebrajskie.
Terminu abdżad użył po raz pierwszy w swoich pracach naukowych Peter T. Daniels, autor monumentalnego dzieła World’s Writing Systems.

## Pisma spółgłoskowe
- arabski
- aramejski
- fenicki
- hebrajski
- syriacki